# Parpar
Parpar, auch Pharphar, Pharpar, ist der Name eines Flusses in Damaskus in biblischen Zeiten (2 Kön 5,12 ). Er entspricht wahrscheinlich dem heutigen Awadsch.
Außer dem Barada (der mit dem biblischen Namen Abana oder Amanah gleichgesetzt wird) ist der Parpar der einzige Strom in der Gegend von Damaskus. 
Die kleineren Flüsse, die sich vereinigen und den Awadsch bilden, entspringen an den Osthängen des Hermon und fließen etwa 30 km südwestlich von Damaskus zusammen. Danach schlängelt sich der Fluss durch ein tiefes felsiges Flussbett, bis er sich schließlich in einem Sumpf südöstlich von Damaskus verliert. Die Länge beträgt einschließlich Quellen 64 km.
Da der Awadsch sich im Süden nur bis auf 15 km nähert, ist er eigentlich kein „Strom von Damaskus“. Aus diesem Grund ziehen es einige vor, den Parpar mit dem Nahr Taura gleichzusetzen, einem Nebenfluss des Barada.